# 坎皮纳杜蒙蒂阿莱格里
坎皮纳杜蒙蒂阿莱格里是巴西圣保罗州的一个市镇。总面积184.077平方公里，总人口5320人，人口密度28.9人/平方公里。